# Preciosas
Preciosas és una telenovela xilena creada per Catalina Calcagni i dirigida per Herval Abreu, es va emetre al Canal 13 des de l’1 d’agost de 2016 fins al 31 de gener de 2017.